# Buscas pela Arca de Noé

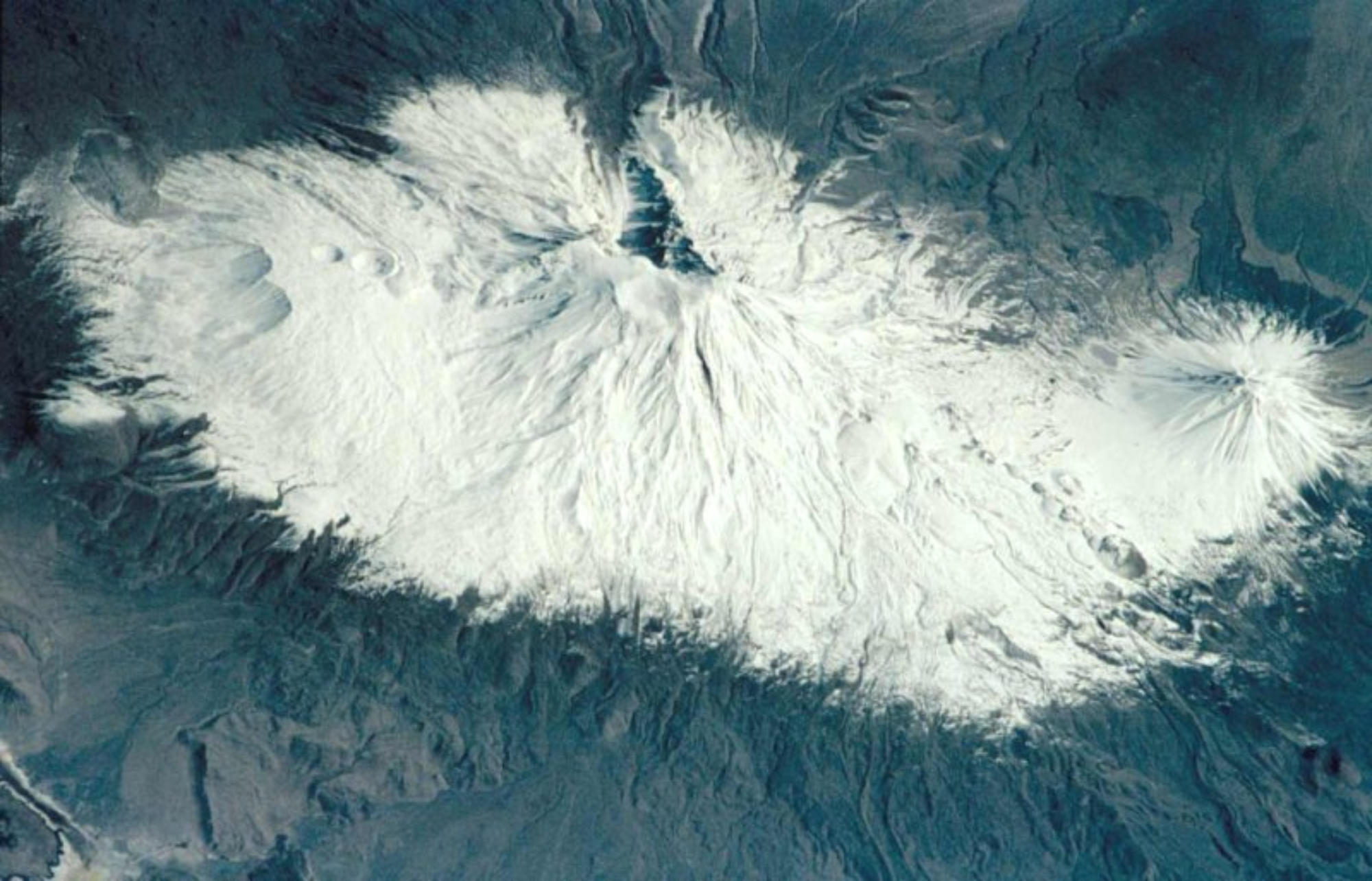
Imagem de satélite do Monte Ararat (39°42'N, 44°17'), um estratovulcão com 5137 m acima do nível do mar. Acredita-se que o pico principal, em destaque no centro (3611 m), surgiu nos últimos 10.000 anos

As buscas pela Arca de Noé, têm sido feitas a partir de, no mínimo, o tempo de Eusébio de Cesareia (c. 275-339 DC) até o momento. Apesar de muitas expedições, não há nenhuma evidência científica de que a arca foi encontrada. A prática é considerada como pseudociência e pseudoarqueologia.